# Binaural
Binaural — шестой студийный альбом американской рок-группы Pearl Jam, вышедший в 2000 году на лейбле Epic Records. Диск занял 2-е место в американском чарте Billboard 200. Альбом достиг максимального уровня продаж в США и ему был присвоен «золотой» статус от RIAA. В первую неделю после релиза было продано 226 000 экземпляров.
После полномасштабного тура в поддержку предыдущего альбома Yield, группа сделала небольшой перерыв, после чего в конце 1999 года начала работу над новым альбомом. Во время производства альбома группа столкнулась с проблемами, такими как творческий кризис Эдди Веддера и лечение от наркотической зависимости гитариста Майка Маккриди.
Атмосферная музыка, главным образом показывает мрачную лирику, содержащую социальную критику. Binaural стал первым альбомом Pearl Jam, который не достиг платинового статуса в Соединённых Штатах.
Подобно записи Yield, участники группы работали над материалом индивидуально прежде, чем начать сессии записи вместе. Binaural был первым альбомом начиная с дебюта группы, который не продюсировал Брендан О’Брайен. Стоун Госсард сказал, что группа «чувствовала, что пришло время попробовать что-то новое». Вместо этого группа наняла производителя Чада Блэйка, известного по использованию бинауральной записи. Бинауральный метод записи, заключается в том, чтобы использовать два микрофона, чтобы создать 3D стереофонический звук, этот метод использовался при записи нескольких песен, таких как «Of the Girl». Также это был первый альбом Pearl Jam с барабанщиком Мэттом Камероном, который играл с группой ещё во время «Yield Tour».
Binaural был записан в конце 1999-го и в начале 2000 года в Сиэтле, на «Studio Litho», которая принадлежит гитаристу Стоуну Госсарду. Альбом был первоначально микширован на «Sunset Sound Factory» в Лос-Анджелесе, однако группе не понравился результат.

## Список композиций
| №   | Название                                               | Текст песни   | Музыка                                    | Длительность |
| --- | ------------------------------------------------------ | ------------- | ----------------------------------------- | ------------ |
| 1.  | «Breakerfall»                                          | Эдди Веддер   | Эдди Веддер                               | 2:19         |
| 2.  | «Gods' Dice»                                           | Джефф Амент   | Джефф Амент                               | 2:26         |
| 3.  | «Evacuation»                                           | Эдди Веддер   | Мэтт Кэмерон                              | 2:56         |
| 4.  | «Light Years»                                          | Эдди Веддер   | Стоун Госсард, Майк Маккриди, Эдди Веддер | 5:06         |
| 5.  | «Nothing as it Seems»                                  | Джефф Амент   | Джефф Амент                               | 5:22         |
| 6.  | «Thin Air»                                             | Стоун Госсард | Стоун Госсард                             | 3:32         |
| 7.  | «Insignificance»                                       | Эдди Веддер   | Эдди Веддер                               | 4:28         |
| 8.  | «Of the Girl»                                          | Стоун Госсард | Стоун Госсард                             | 5:07         |
| 9.  | «Grievance»                                            | Эдди Веддер   | Эдди Веддер                               | 3:14         |
| 10. | «Rival»                                                | Стоун Госсард | Стоун Госсард                             | 3:38         |
| 11. | «Sleight of Hand»                                      | Эдди Веддер   | Джефф Амент                               | 4:47         |
| 12. | «Soon Forget»                                          | Эдди Веддер   | Эдди Веддер                               | 1:46         |
| 13. | «Parting Ways» (Скрытый трек «Writer's Block» на 6:49) | Эдди Веддер   | Эдди Веддер                               | 7:17         |

## Чарты и сертификации
| Чарт(2000)                | Позиция |
| ------------------------- | ------- |
| Australian Albums Chart   | 1       |
| Austrian Albums Chart     | 8       |
| Belgian Albums Chart (Vl) | 5       |
| Belgian Albums Chart (Wa) | 34      |
| Canadian Albums Chart     | 2       |
| Danish Albums Chart       | 20      |
| Dutch Albums Chart        | 5       |
| Finnish Albums Chart      | 10      |
| French Albums Chart       | 12      |
| German Albums Chart       | 4       |
| Hungarian Albums Chart    | 21      |
| Irish Albums Chart        | 6       |
| Italian Albums Chart      | 2       |
| Japanese Albums Chart     | 18      |
| New Zealand Albums Chart  | 1       |
| Norwegian Albums Chart    | 2       |
| Portuguese Albums Chart   | 1       |
| Spanish Albums Chart      | 11      |
| Swedish Albums Chart      | 6       |
| Swiss Albums Chart        | 8       |
| UK Albums Chart           | 5       |
| US Billboard 200          | 2       |
| Top Internet Albums       | 2       |

| Страна        | Сертификация |
| ------------- | ------------ |
| Australia     | Платиновый   |
| Canada        | Золотой      |
| New Zealand   | Золотой      |
| UK            | Серебряный   |
| United States | Золотой      |

| 2000                                    | «Nothing as It Seems» | 49 | 3  | 10 | 7  | 98 | 27 | 6  | 33 | 5 | 42 | 40 | 83 | 22 |
| 2000                                    | «Light Years»         | —  | 17 | 26 | 64 | —  | —  | 25 | —  | — | —  | —  | —  | 52 |
| «—» означает что сингл не попал в чарт. |                       |    |    |    |    |    |    |    |    |   |    |    |    |    |